# Fiorone (araldica)
Fiorone in araldica indica la foglia d'acanto che compare sulle corone di principi, duchi e marchesi. Talvolta il termine è sostituito da "fiore trifogliato".

Corona da duca con cinque fioroni visibili
Corona sormontata da otto fioroni d'oro, di cui cinque visibili
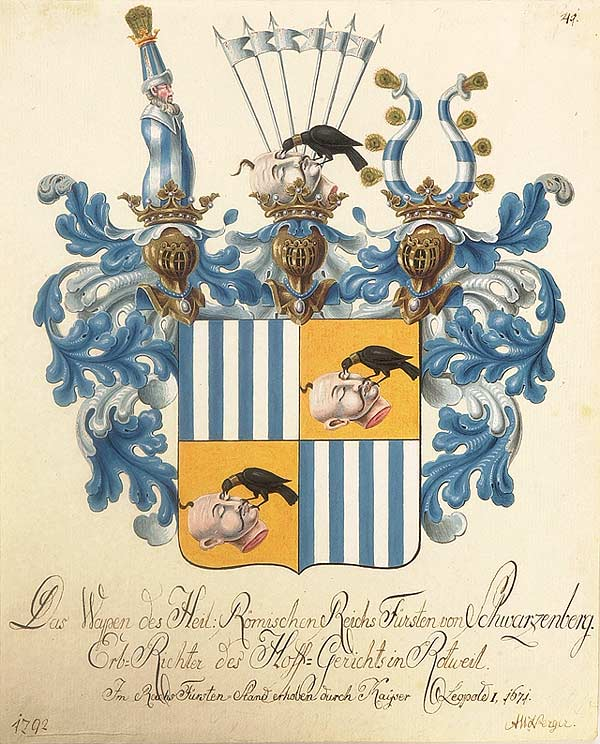
Tre corone da marchese con tre fioroni visibili